# Białorutenizacja

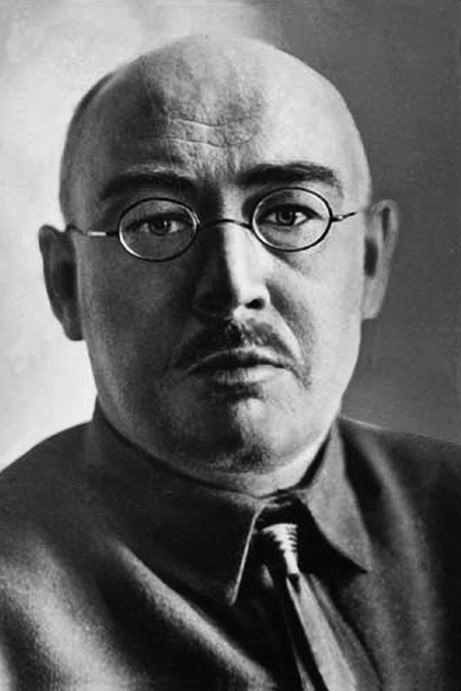
Usiewaład Ihnatouski, ludowy komisarz oświaty Białoruskiej SRR

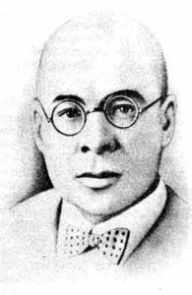
Zmicier Żyłunowicz, redaktor gazety „Sowietskaja Biełorussija”

Białorutenizacja – proces nadawania cech kultury białoruskiej osobom lub zbiorowościom funkcjonującym wcześniej w ramach innych kultur, umacniania pozycji kultury i języka białoruskiego w danej dziedzinie lub na określonym obszarze. W latach 20. XX wieku stanowiła ona część oficjalnej polityki władz Białoruskiej SRR. Współcześnie, zdaniem niektórych polskich badaczy, białorutenizacja objawia się określaniem elementów i dziedzictwa kultur nie-białoruskich na Białorusi jako elementy kultury białoruskiej.

## Pochodzenie
Idea białorutenizacji powstała w środowisku działaczy białoruskiego ruchu narodowego i białoruskiej inteligencji początku XX wieku. Sformułowana została w programach białoruskich partii politycznych o charakterze narodowym, demokratycznym i socjalistycznym.

## Okres międzywojenny

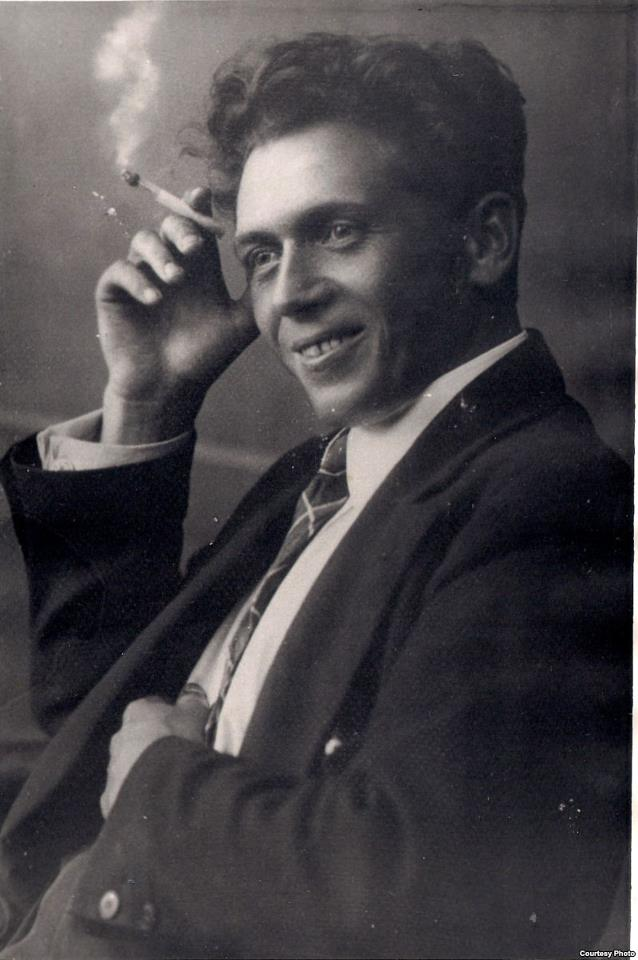
Michaił Kudzielka

Wśród inicjatorów i autorów polityki białorutenizacji byli działacze białoruskiego ruchu narodowego, którzy w czasie rewolucji październikowej i wojny domowej dołączyli do bolszewików, wiążąc z władzą radziecką nadzieję na wzmocnienie roli kultury białoruskiej. Wielu z nich weszło w skład organów kierowniczych partii komunistycznej i radzieckich struktur państwowych. Byli to między innymi Alaksandr Czarwiakou (przewodniczący Centralnego Komitetu Wykonawczego i Rady Komisarzy Ludowych Białoruskiej SRR), Zmicier Żyłunowicz (redaktor gazety „Sowietskaja Biełorussija”), Usiewaład Ihnatouski (ludowy komisarz oświaty Białoruskiej SRR), Piotr Iljuczonak (kierownik Wydziału Oświaty Białoruskiej SRR), a także młodsi działacze białoruskiego ruchu narodowego, którzy w 1920 roku razem z Ihnatouskim wchodzili w skład Komitetu Centralnego Białoruskiej Organizacji Komunistycznej: Michaił Kudzielka, I. Karanieuski, A. Staszeuski i inni.
Pierwsze elementy ustanawiania białorutenizacji jako elementu polityki państwowej w radzieckiej Białorusi miały miejsce w trakcie wojny domowej w Rosji. Były to m.in.: ustanowienie języka białoruskiego jako języka państwowego republiki, tworzenie szkół o białoruskim charakterze, tłumaczenie dokumentów urzędowych na język białoruski. Powstawały jednak również szkoły uczące w duchu kultur innych narodów zamieszkujących to terytorium. W grudniu 1920 roku Piotr Iljuczonak zgłosił swoją kandydaturę do władz Komunistycznej Partii (bolszewików) Białorusi (KP(b)B) i został poparty. Pod jego kierownictwem przy Narodowym Komisariacie Oświaty Białoruskiej SRR zostały otwarte kursy przygotowujące dla nauczycieli w zakresie białorusoznawstwa. Na ich czele stał Jazep Losik. Z inicjatywy Ihnatouskiego na język białoruski zaczęto wówczas tłumaczyć także dokumenty urzędowe Ludowego Komisariatu Rolnictwa, a potem także Ludowego Komisariatu Oświaty. W 1921 roku z inicjatywy Burbisa to samo miało miejsce w Ludowym Komisariacie Spraw Zagranicznych. W lutym 1921 roku Centralny Komitet Wykonawczy Białoruskiej SRR na podstawie raportu przygotowanego przez Ludowy Komisariat Oświaty, przyjął szereg postanowień, które określiły cały dalszy proces białorutenizacji. Potwierdzono dekret rządu Litewsko-Białoruskiej SRR z 1919 roku, który ustanawiał w republice cztery języki państwowe: białoruski, jidysz, polski i rosyjski, zapowiedziano podjęcie działań na rzecz utworzenia systemu wychowania przedszkolnego i edukacji szkolnej, szkół zawodowo-technicznych i techników. Jako podstawę ich działalności założono zasadę szkoły pracowniczej i ojczystego języka nauczania. W celu przygotowania kadr utworzono szeroką sieć kursów białoruzoznawstwa. W 1921 roku otwarty został Białoruski Uniwersytet Państwowy, a w 1922 roku – Instytut Kultury Białoruskiej.
W okresie formowania się państwa radzieckiego na początku lat 20. XX wieku kwestia białorutenizacji jako elementu ogólnoradzieckiej polityki narodowościowej stanowiła część sporu i obiekt ostrej walki politycznej w łonie Rosyjskiej Partii Komunistycznej (bolszewików) (RPK (b)). Znaczna część jej działaczy określała się jako zwolennicy światowej rewolucji proletariackiej i występowała przeciwko tworzeniu nowych bytów państwowych na terytorium dawnego Imperium Rosyjskiego, w tym przeciwko istnieniu Białoruskiej SRR. Jednak w warunkach zakończenia wojny domowej w Rosji, ustanowienia Nowej Polityki Ekonomicznej, poszukiwania nowych form związku republik radzieckich oraz pod naciskiem narodowych partii komunistycznych przewagę zdobyła koncepcja systemu federacyjnego i przyjęcia polityki narodowej. Jej główne założenia zostały przyjęte w decyzjach X (marzec 1921) i XII (marzec 1923) zjazdów RPK (b). Ogłaszały one, jako główny cel, likwidację faktycznej nierówności narodów ZSRR w dziedzinach rozwoju ekonomicznego, społeczno-politycznego i kulturalnego.
W lipcu 1923 roku wspólnym dekretem Centralnego Komitetu Wykonawczego ZSRR i Centralnego Komitetu Wykonawczego Białoruskiej SRR ogłoszona została amnestia wobec wszystkich przywódców i szeregowych uczestników antyradzieckich narodowych formacji i organizacji, które istniały w latach 1918–1920. Spowodowało to napływ do Białoruskiej SRR m.in. przedstawicieli białoruskich środowisk twórczych, którzy do tego czasu żyli na emigracji lub w części Polski zamieszkanej przez białoruską mniejszość narodową. Przyczyniło się to do nasilenia zjawiska białorutenizacji w republice.

## Współcześnie

### Dziedzictwo kulturowe

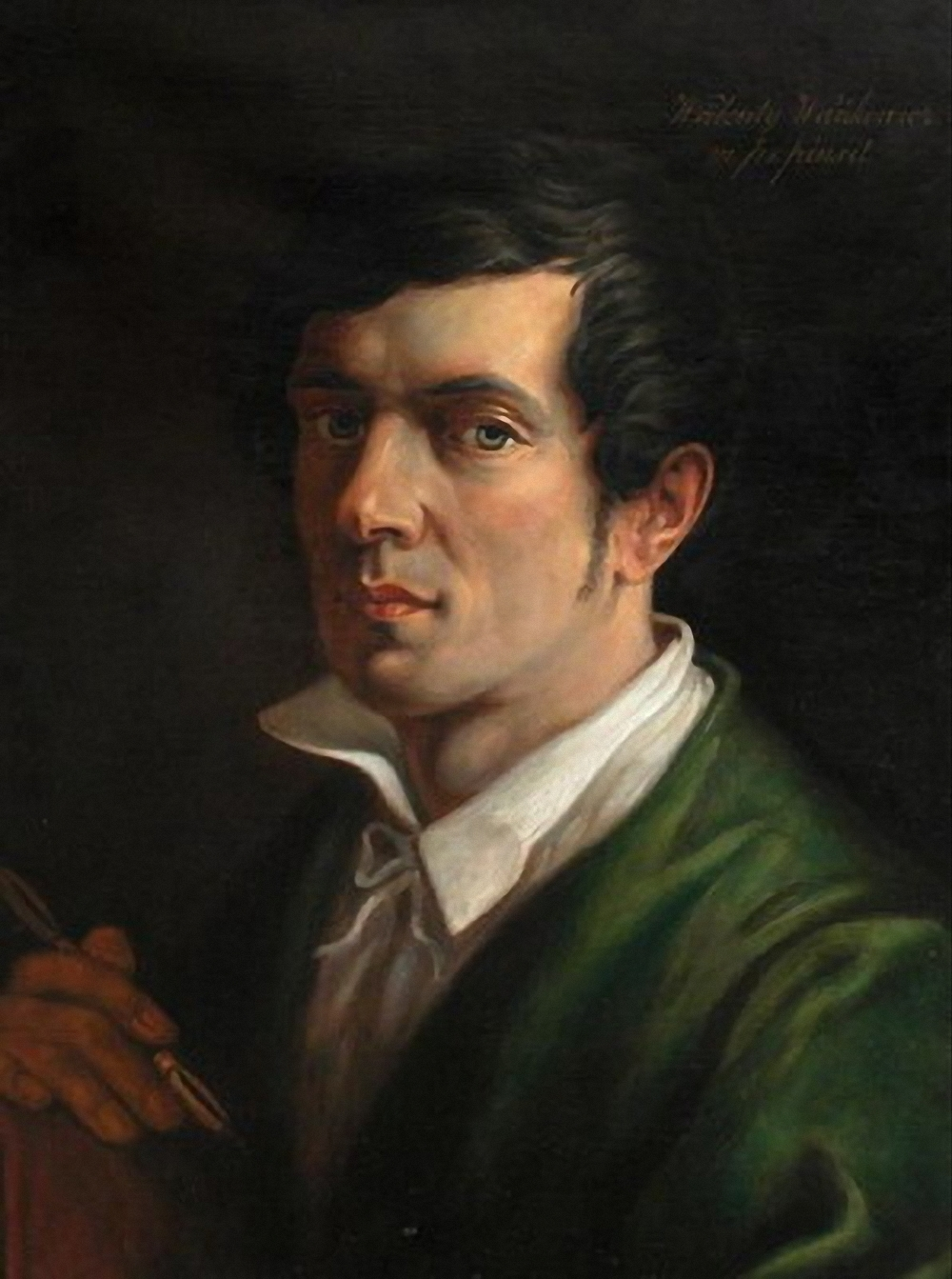
Walenty Wańkowicz, który według Marka Korpowskiego jest polskim malarzem poddawanym obecnie białorutenizacji

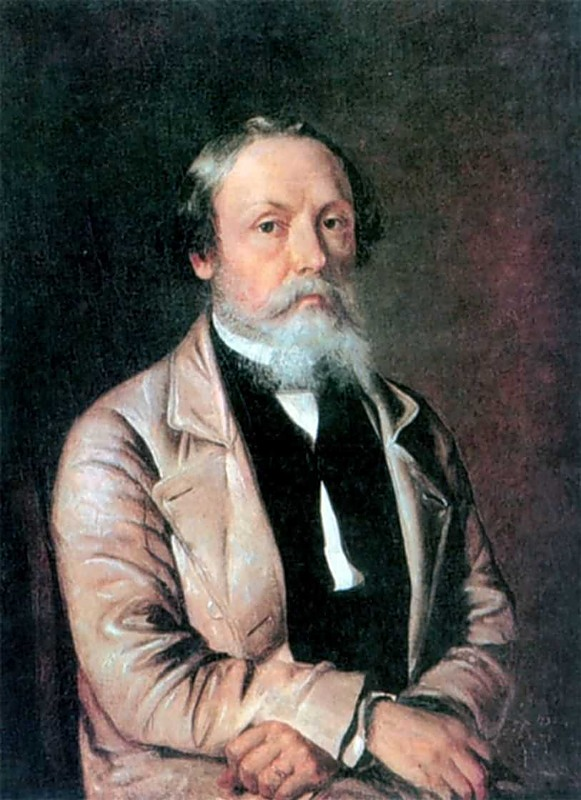
Jan Chrucki, w zależności od źródła określany jako artysta białoruski, polski lub rosyjski

Zdaniem historyka i politologa prof. dra hab. Wojciecha Śleszyńskiego, na współczesnej Białorusi ma miejsce proces zmiany sposobu postrzegania historii polskich oraz litewskich magnatów i ziemian dawniej zamieszkujących obecne terytorium tego kraju. Polega on na częściowym przywracaniu ich wizerunku do pozytywnej białoruskiej świadomości zbiorowej poprzez niwelowanie negatywnego wydźwięku klasowego oraz negację ich polskiego i litewskiego charakteru. Rody magnackie i ziemiańskie określane są mianem białoruskich, a stworzone przez nich dziedzictwo kulturowe – jako część dziedzictwa narodu białoruskiego. Jako przykład Śleszyński podaje polsko-litewskie rody Radziwiłłów, Tyszkiewiczów, Sapiehów, Czeczotów i Tyzenhauzów, które obecnie na Białorusi coraz częściej nazywa się rodami białoruskimi. Podkreśla się przy tym rolę tych ich przedstawicieli, którzy zajmowali się kulturą i gospodarką, nie eksponując natomiast polityków i działaczy narodowych, którzy mieli charakter polski. Zdaniem Śleszyńskiego proces ten jest spowodowany tym, że wcześniejsza narracja historii narodu białoruskiego jako wiejskiego i chłopskiego, pełnej ucisku i cierpienia, tworzy smutny, mało budujący przekaz, a biedny chłop nie może stanowić atrakcyjnego wzorca dla współczesnej białoruskiej młodzieży.
Podobnego zdania jest reportażysta-podróżnik Marek A. Koprowski, który opisuje zjawisko białorutenizacji na przykładzie Walentego Wańkowicza. Według niego ekspozycja o malarzu w muzeum w Mińsku urządzona została tak, by sugerować, że był on artystą białoruskim, co określił działaniem „dziwnym” i „sztucznym”. Według Koprowskiego Wańkowicz w swojej twórczości nie czerpał nawet inspiracji z białoruskich motywów, natomiast „to, że tworzył on na ziemi należącej obecnie do Białorusi nie znaczy, że można go przypisywać do białoruskiej kultury”.
Rozbieżności w ocenie narodowości dotyczą także innych artystów ziem zabranych z XIX wieku. Malarz Jan Chrucki w jednym z rosyjskich źródeł został opisany następująco: „Polak z narodowości, Białorusin z miejsca urodzenia, ostatecznie ukształtował się w nurcie rosyjskiej szkoły akademickiej”. Z kolei Sowietskij encykłopiediczeskij słowar określa Chruckiego jako malarza rosyjskiego. W źródłach białoruskich dominuje jednak pogląd, że był on malarzem białoruskim, o jego polskości się nie wspomina. Narodowe Muzeum Sztuki Republiki Białorusi w swoich publikacjach określa Chruckiego mianem „słynnego białoruskiego malarza martwej natury” i „słynnego rodaka”, przy czym podkreśla, że „jego spuścizna artystyczna jest nabytkiem kulturowym nie tylko Białorusi”. Także Biełaruskaja encykłapiedyja mówi, że Chrucki to artysta „białoruski”, a jego „twórczość jest związana z życiem artystycznym Białorusi i Rosji”.

### Kościół
Zdaniem Tadeusza Kruczkowskiego i ks. Romana Dzwonkowskiego, na początku lat 90. XX wieku niektórzy działacze białoruskich partii narodowych wysuwali tezę, że na Białorusi nie istnieje polska mniejszość narodowa, a osoby deklarujące się jako Polacy to w rzeczywistości spolonizowani i skatolicyzowani przez Polaków Białorusini. Zdaniem działaczy należało ich przywrócić do „rodzimej białoruskości”, a środkiem ku temu miałoby być m.in. pozbawienie kościoła katolickiego na Białorusi polskiego charakteru. Przykładem takiej organizacji było na początku lat 90. Białoruskie Zjednoczenie Chrześcijańsko-Demokratyczne, które występowało przeciwko używaniu języka polskiego w liturgii w kościołach katolickich i dążyło do całkowitego zastąpienia go językiem białoruskim. Postulaty tej organizacji spotkały się z krytyką ze strony polskiej mniejszości narodowej i części polskiego duchowieństwa katolickiego.